# 穆雷 (肯塔基州)
穆雷（英語：Murray），是美国肯塔基州的一座城市。建立于1844年，面积约为29.3平方公里（11.3平方英里）。根据2010年美国人口普查，该市的人口为17,741人。